# Natacha Nisic
Pour les articles homonymes, voir Nisic.
Natacha Nisic est une artiste plasticienne et cinéaste née en 1967 à Grenoble et vivant actuellement à Malakoff.

## Biographie
Natacha Nisic naît en 1967.
Elle sort en 1990 de l'École Nationale Supérieure des Arts Décoratifs de Paris avant de rejoindre la Deutsche Film und Fernsehakademie de Berlin, où elle étudie le cinéma. Plus tard, elle apprend également l'écriture scénaristique à La Femis[réf. nécessaire].

## Œuvre
Ses premières expositions, personnelles ou groupées, se font entre la France et l'Allemagne. Son travail repose sur plusieurs médiums, notamment la photographie et l'installation vidéo.
En 2001, elle effectue une première résidence à la Villa Kujoyama à Kyoto et y retourne en 2016 aux côtés de l'historien Ken Daimaru. Le Japon sera par la suite au cœur d'une partie de son œuvre.
En 2003, pour l'exposition Haus/raus/aus au Frac d'Île-de-France, elle explore le lien entre l'intime et le public, notamment à travers le thème de la mémoire, et y présente des fragments de ses séjours en Allemagne et au Japon. C'est aussi pour elle l'occasion de déployer son Catalogue de gestes, une série de films au super 8 de gestes quotidiens qu'elle continue à alimenter tout au long de sa carrière.

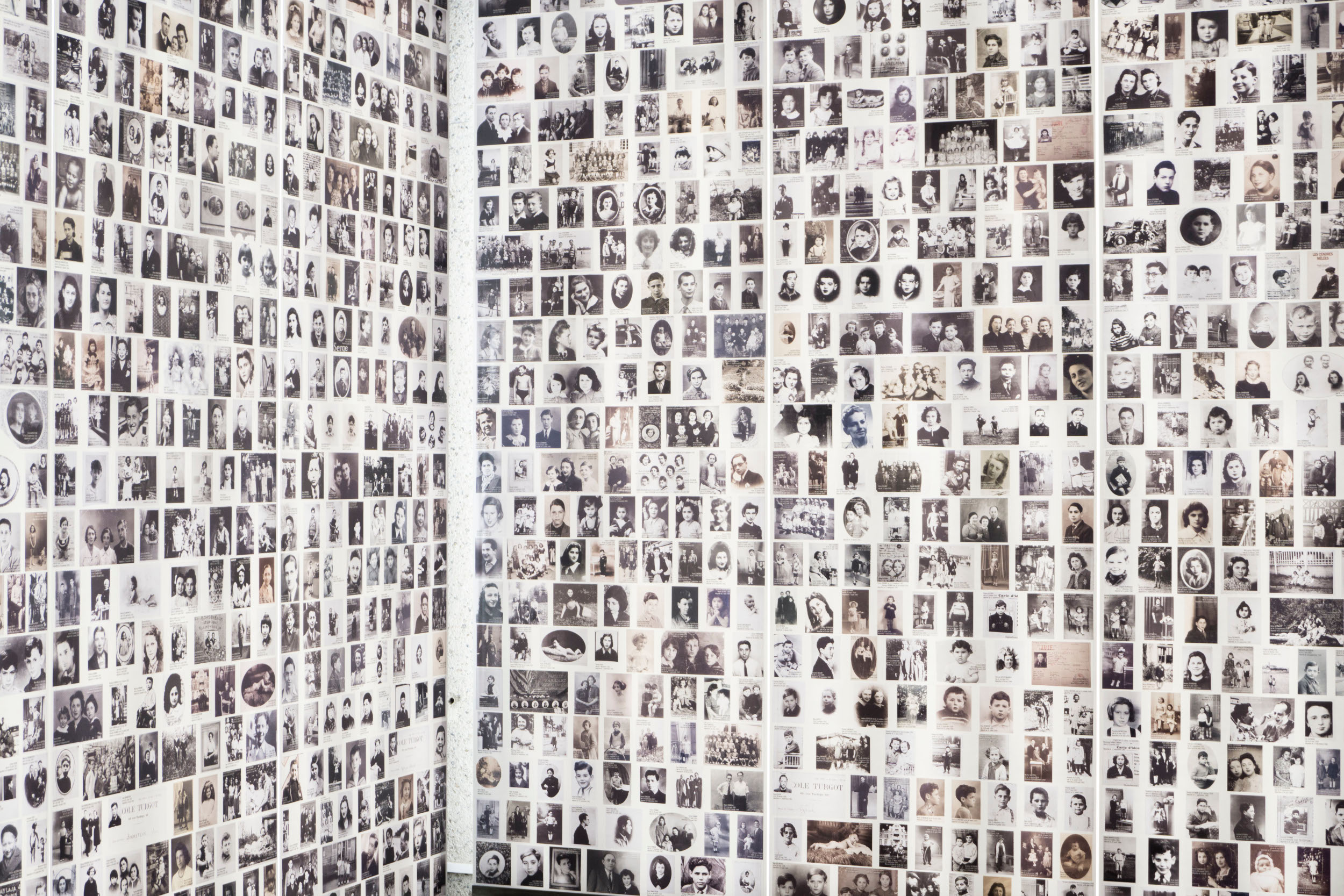
Installation permanente du Mémorial des enfants (Mémorial de la Shoah, Paris, 2005).

### Histoire et mémoire
La même année, elle visite pour la première fois le camp de Birkenau et immortalise ce moment au moyen de quelques films et photographies. Ces images sont exposées en 2005 au musée Zadkine au cours de l'exposition Effroi. Ces œuvres font écho à un précédent travail autour des guerres de Yougoslavie ; l'artiste tente d'expliciter le rapport du spectateur à la vérité historique, et de trouver le juste milieu entre mémoire individuelle et collective.
Le Mémorial de la Shoah lui commande une installation permanente réalisée à partir de 4800 photographies du fonds de l'association FFDJF et du Centre de Documentation Juive, qui constituent un Mémorial des enfants. Une installation vidéo intitulée La Porte de Birkenau est également exposée au Mémorial. L'historienne Annette Becker commente l'œuvre comme étant "un travelling d’avant en arrière qui donne un mouvement imperceptible à ce qui est devenu pour nous, par métonymie, le symbole de l’extermination des Juifs d’Europe".
Au cours de l'année 2007-2008, elle est en résidence à l'Académie de France à Rome de la Villa Médicis.
Parallèlement à l'histoire européenne, Natacha Nisic consacre une partie de son travail à celle du Japon. Elle crée en 2010 une installation vidéo intitulée e qui montre les "cicatrices" laissées par un tremblement de terre qui a touché le pays[Où ?] deux années plus tôt. Elle suit en 2013 une démarche similaire avec sa pièce f, comme Fukushima, qui laisse à voir le retentissement de l'accident nucléaire sur les paysages, les villages et les habitants de la région. Ces deux œuvres sont montrées au public à l'occasion de son exposition Écho au Jeu de Paume, qui rassemble majoritairement son travail filmique : l'installation Andrea en conversation, qui dessine un portrait fragmenté de la Corée contemporaine à travers le regard de deux personnages, y est présentée pour la première fois.
En 2017, elle réalise le long-métrage Plutôt mourir que mourir, diffusé sur la chaîne franco-allemande Arte. Le film traite du traumatisme induit par la guerre de 14-18 à travers la figure de l'historien de l'art Aby Warburg, qui réussit à sortir de la psychose dans laquelle il avait sombré grâce à une conférence qu'il donne sur le rite des serpents des Indiens Hopis. Le récit de ces deux civilisations est entremêlé pour dresser plus largement une histoire de la violence.
En 2018, elle assiste à la procédure d'appel de deux bourgmestres responsables du génocide des Tutsi au Rwanda. Elle dessine et prend des notes des évènements qui se déroulent sous ses yeux. L'historienne Hélène Dumas écrit un texte explicitant les enjeux de ce procès pour accompagner ces croquis, et le tout paraît en 2022 sous la forme d'un ouvrage intitulé Les fumées – Carnets d’un procès pour génocide – Rwanda 1994, France 2018.

### Engagement pour l'art des femmes
Elle figure parmi les artistes exposées à l'occasion d'elles@centrepompidou, un accrochage exclusivement féminin des collections du musée national d'Art moderne au Centre Pompidou de 2009 à 2011. Elle y présente son Catalogue de gestes sous forme d'installation vidéo.
En avril 2020, alors que la France est confinée depuis peu à la suite de la crise sanitaire du Covid-19, Natacha Nisic initie le projet The Crown Letter, qui se présente comme "une exposition en ligne qui lance chaque semaine une salve d'œuvres nouvelles". Des artistes venues du monde entier utilisent cette plateforme pour partager leurs œuvres dans une démarche de réappropriation des espaces virtuels.

## Filmographie (sélection)
- 2002 : Le suicide des objets
- 2005 : Hand made
- 2005 : La porte de Birkenau
- 2006 : Effroi
- 2007 : Carmel
- 2009 : e
- 2011 : Princess Snow Flower
- 2012 : Andrea en conversation
- 2013 : f
- 2014 : Le ciel d'Andrea
- 2017 : Plutôt Mourir que Mourir (long métrage)

## Expositions

### Expositions individuelles (sélection)
- 2001 : 3x36 aide-mémoire, Sa Gallery, Osaka, Japon
- 2003 : Haus/raus-aus, Le Plateau, Frac Île-de-France, Paris, France
- 2005 : Effroi, Musée Zadkine, Paris, France
- 2005 : La porte de Birkenau, Mémorial de la Shoah, Paris, France
- 2005 : Le mémorial des enfants, Mémorial de la Shoah, Paris, France
- 2006 : S.8, Centre Georges Pompidou, Paris, France
- 2011 : My corean dream, Maison des Arts, Malakoff, France
- 2012 : Chantal Akerman, Natacha Nisic, Marguerite Duras, Galerie Florent Tosin, Berlin, Allemagne
- 2012 : KW complex, Natacha Nisic - Chan-Kyong Park, Atelier Hermès, Séoul, Corée du Sud
- 2014 : Écho, Galeries Nationales du Jeu de Paume, Paris, France
- 2020 : Catalogue de gestes, collections permanentes du Centre Georges Pompidou, Paris, France